# Oreochromimos
Oreochromimos è un genere estinto di pesci ossei appartenenti ai ciclidi, descritto sulla base di fossili ritrovati in terreni risalenti al Miocene medio (circa 12,5 milioni di anni fa) rinvenuti in Kenya, nella Rift Valley orientale. Comprende un'unica specie conosciuta, Oreochromimos kabchorensis.

## Descrizione
Gli esemplari raggiungono una lunghezza totale fino a 13,4 cm e una lunghezza standard fino a 10,9 cm. Il corpo è piuttosto tozzo e fusiforme, con peduncolo caudale moderatamente lungo e stretto. Il cranio è massiccio, con una possibile gibbosità nucale sulla fronte, muso terminale e mascelle isognate (della stessa lunghezza). La dentatura orale presenta denti unicuspidati e denti tricuspidati più interni. Le scaglie sono cicloidi e rivestono la testa, il corpo, la base delle pinne pettorali e la pinna caudale. La linea laterale è divisa.
Il genere si distingue per la combinazione di lacrimale con linea laterale ramificata in quattro tubuli sovrapposta al secondo osso infraorbitale, un osso supraneurale a forma di clava, l'assenza di intaccatura sul cleitro, uroiale prossimalmente sottile probabilmente privo di proiezione anterodorsale, processo ascendente del premascellare più corto del ramo orizzontale, processo dorsale dell’angulo-articolare curvato e presenza di minute scaglie ventrali. Questa combinazione di caratteri non è conosciuta in alcun altro genere fossile o attuale di ciclide.

## Classificazione
Oreochromimos venne descritto per la prima volta nel 2019, sulla base di fossili ritrovati nella Ngorora Formation delle Tugen Hills in Kenya, nella Rift Valley orientale. I fossili provengono dalla zona di Kabchore.
Il materiale tipo è rappresentato da uno scheletro completo conservato in parte e controparte, con lunghezza totale di 13,4 cm e lunghezza standard di 10,9 cm. Tra i paratipi vi sono tre scheletri completi e quattro scheletri incompleti provenienti dagli stessi livelli fossiliferi.
L'analisi filogenetica morfologica colloca †Oreochromimos nella tribù Oreochromini, evidenziando un mosaico di caratteri simili a quelli degli attuali generi Oreochromis e Alcolapia. Il ritrovamento ha fornito un importante punto di calibrazione fossile per le analisi filogenetiche molecolari dei ciclidi africani.

## Etimologia
Il nome generico combina Oreochromis per sottolineare l’affinità filogenetica con gli Oreochromini e il termine greco mimos (μῖμος) che significa "imitatore". Il nome specifico kabchorensis si riferisce alla località tipo Kabchore.